# Victor Chocquet
Victor Chocquet, né le 19 décembre 1821 à Lille et mort à Paris le 7 avril 1891, est un collectionneur d'art et un ardent propagandiste de l'impressionnisme. Rédacteur principal à la direction des douanes, il était présent à toutes les expositions, où il défendait les peintres confrontés aux moqueries et aux insultes. Sa collection était immense. Elle a été dispersée après sa mort dès 1899. Une grande partie des tableaux se trouvent actuellement dans les musées américains.

## Biographie
Il est né dans une famille aisée de filateurs lillois. Très jeune, il consacre toutes ses ressources à l'achat d'œuvres d'art : peintures (parmi lesquelles celles de  Eugène Delacroix, Gustave Courbet, Honoré Daumier), porcelaines, meubles. En 1875, alors qu'il assiste à la vente d'impressionnistes de 1875 à l'hôtel Drouot, il se prend de passion pour les tableaux hués par l'assistance. Il demande à Auguste Renoir de faire le portrait de sa femme et de leur petite fille Marie-Sophie morte à l'âge de cinq ans, d'après une photographie. Lors de cette première vente de la Société anonyme des artistes à l'hôtel Drouot le 24 mars 1875, les recettes des peintres ne couvraient pas leurs frais, le prix moyen d'un tableau s'élevant à 100 fr. Il a été ce jour-là un des premiers soutiens des artistes avec Ernest Hoschedé et Georges de Bellio.
Particulièrement enthousiasmé par Paul Cézanne dont il a vu les peintures chez le Père Tanguy, il dépense  beaucoup d'énergie à défendre verbalement les peintres aux expositions de 1876 et de 1877 auxquelles il a prêté des œuvres de sa collection. Malgré les quolibets qui accueillent la présentation de son propre portrait par Cézanne et malgré les critiques violentes de la presse, il ne se décourage pas, même lorsque ses ressources diminuent au moment où il prend sa retraite anticipée (1877). À partir de 1882, l'héritage de sa belle-mère va lui permettre de reprendre ses achats et il acquiert à Hattenville en Normandie une propriété où seront peints un grand nombre de tableaux, notamment Ferme à Hattenville, par Cézanne. Sa collection rivalise avec celles des plus grands collectionneurs — il est souvent cité en même temps que Georges de Bellio et Eugène Murer par la presse. Il possédait environ 32 tableaux de Cézanne.
À Paris, Victor Chocquet a d'abord habité un appartement au 198, rue de Rivoli qui donnait sur le jardin des Tuileries. C'est de là que Monet a peint plusieurs tableaux parmi lesquels Vue sur le jardin des Tuileries (1876), huile sur toile de 53,97 x 73,2 cm. À la fin de sa vie, il a déménagé pour un petit hôtel particulier du XVIIIe siècle, rue Monsigny.

## Les portraits et les tableaux

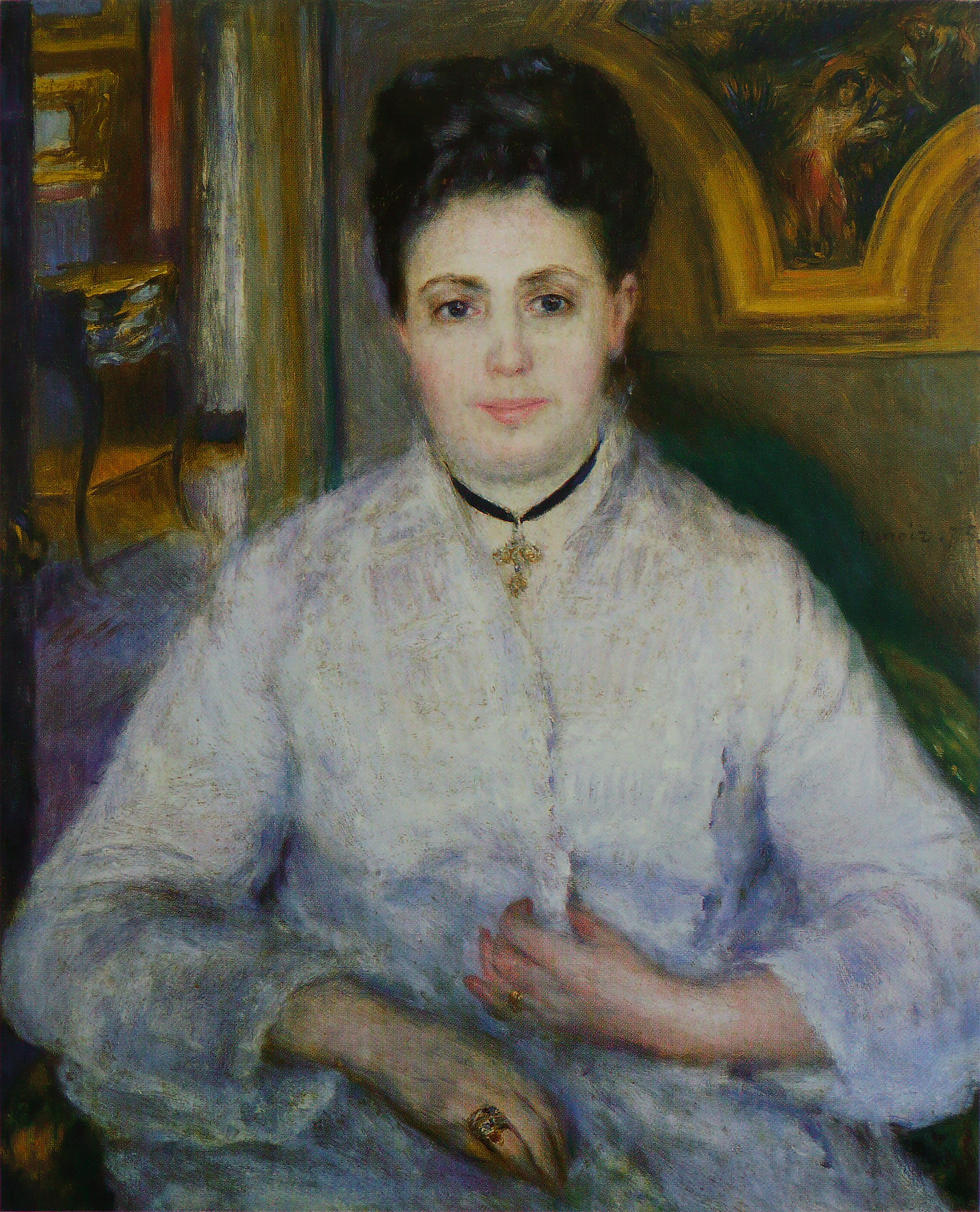
Madame Victor Chocquet par Pierre-Auguste Renoir, 1875, Staatsgalerie (Stuttgart).
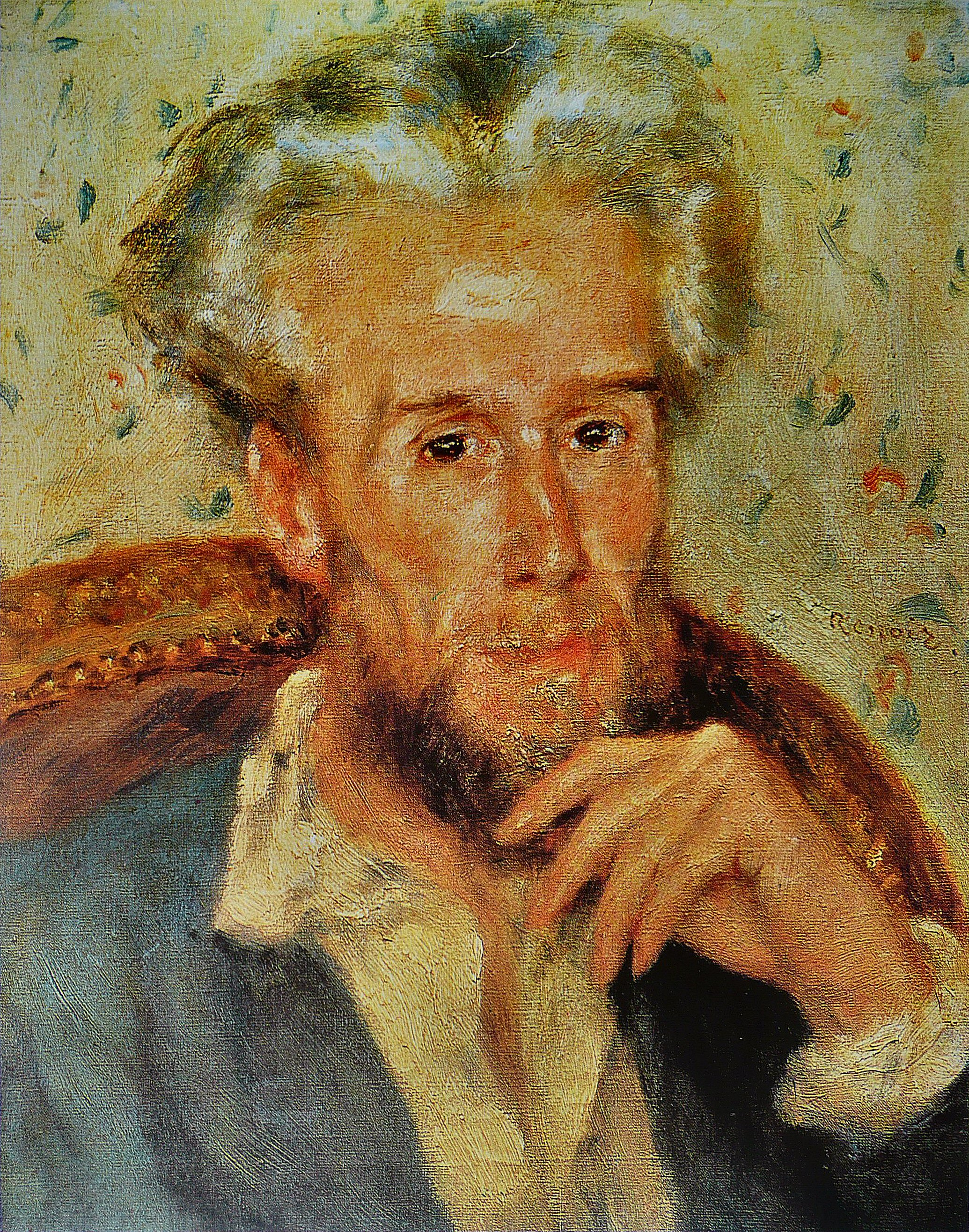
Pierre-Auguste Renoir, Portrait de Victor Chocquet, 1876, collection Oskar Reinhart, Winterthour.
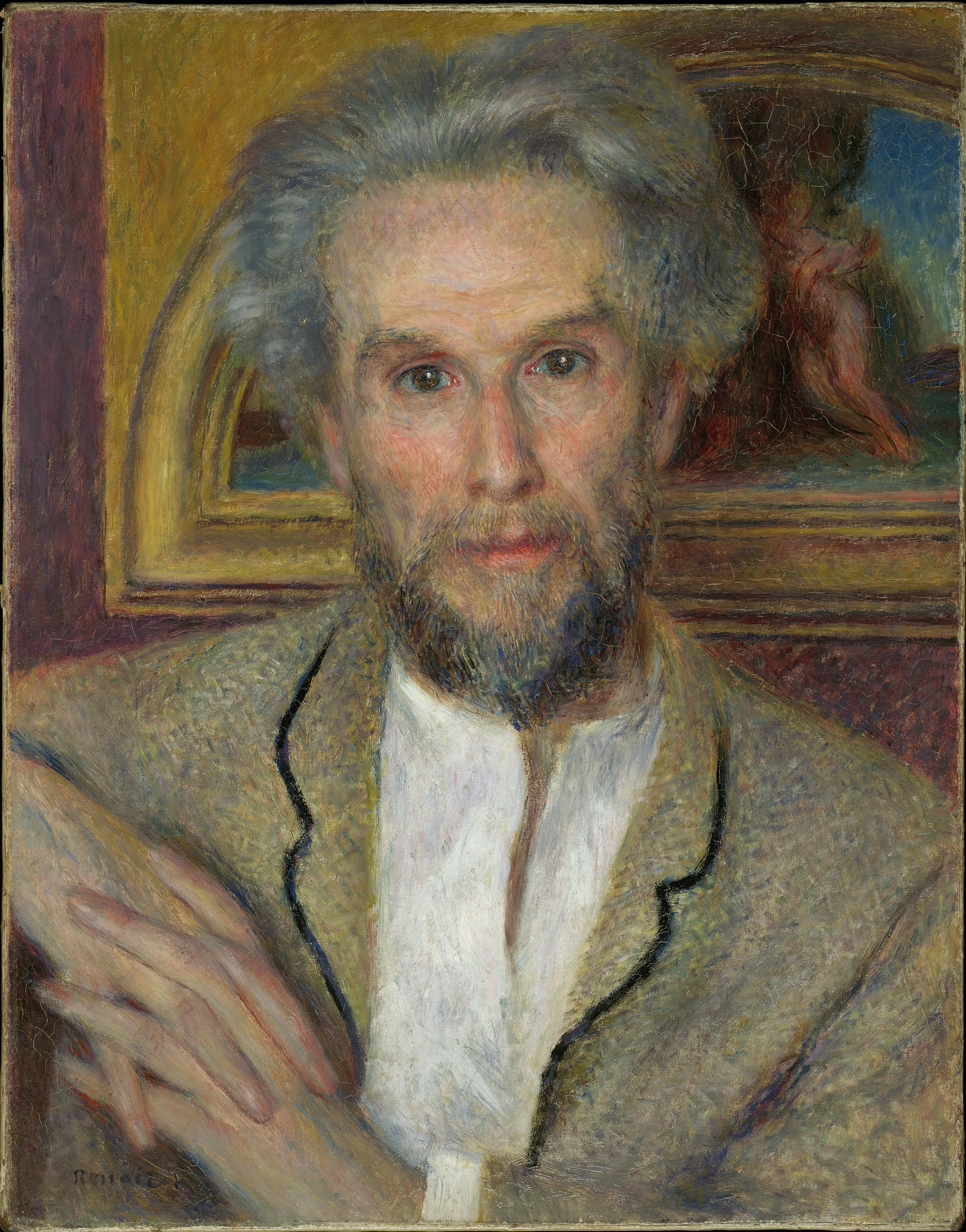
Pierre-Auguste Renoir, Portrait de Victor Chocquet, 1876, Fogg Museum of Art, Cambridge (Massachusetts).
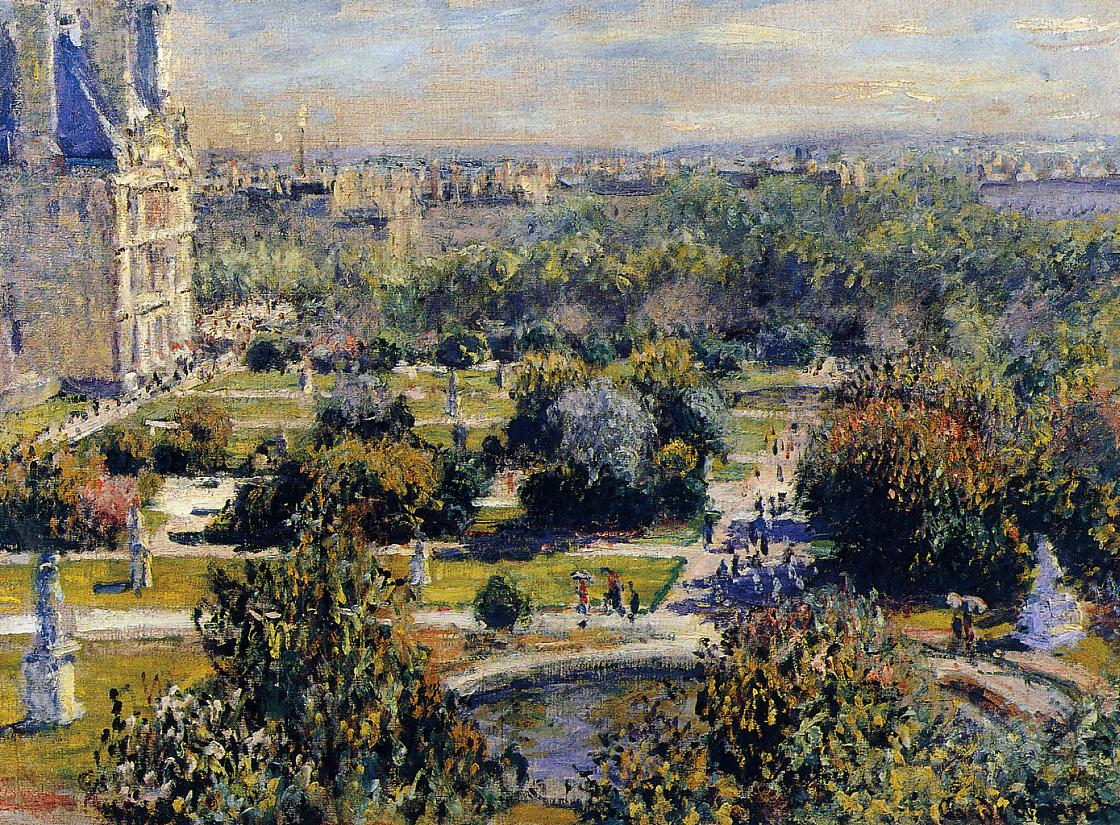
Claude Monet, Vue du jardin des Tuileries, 1876, peint depuis l'appartement de Victor Chocquet, rue de Rivoli, musée Marmottan Monet.
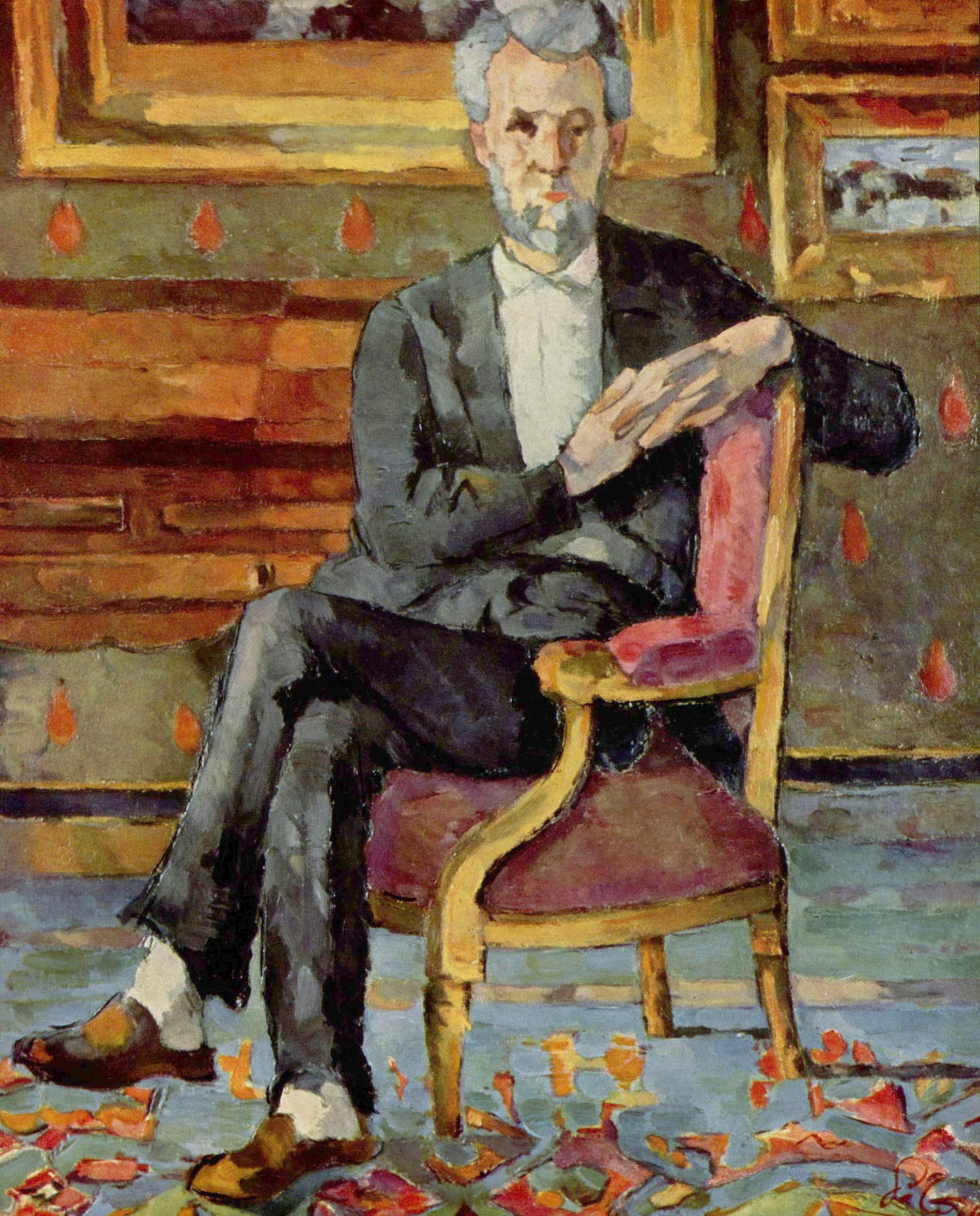
Paul Cézanne, Portrait de Victor Chocquet, 1877, Columbus Museum of Art, Columbus (Ohio).
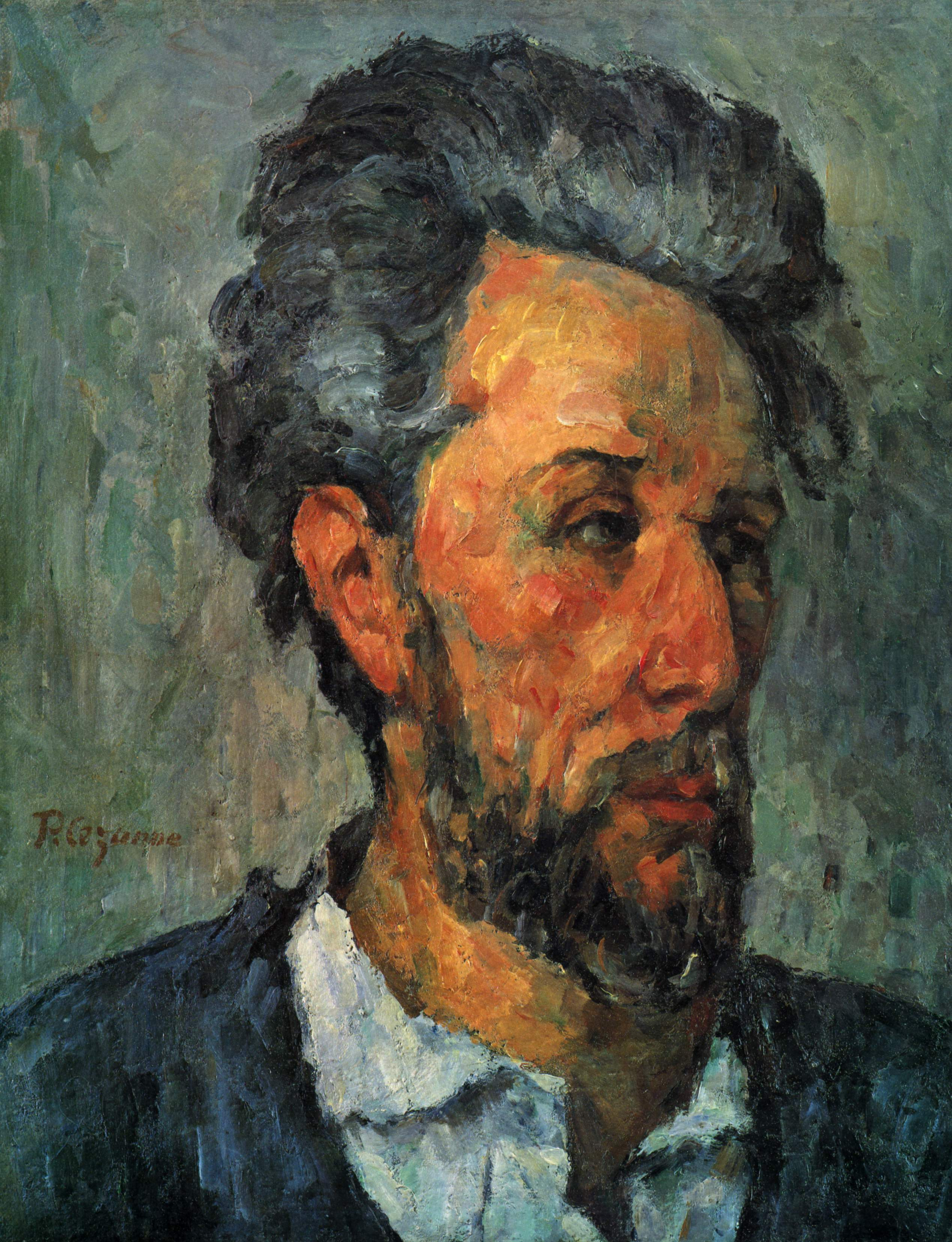
Paul Cézanne, Portrait de Victor Chocquet, 1875, huile sur toile, 45,7 × 36,8 cm, collection Lord Victor Rothschild, Cambridge.